# 9K338 Igla-S
Die 9K338 Igla-S (russ.: 9К338 Игла-С ‚Nadel‘) ist eine schultergestützte Flugabwehrrakete aus Russland. Der NATO-Codename lautet SA-24 Grinch.

## Entwicklung
Die Igla-S wurde in den späten 1990er-Jahren vom Konstruktionsbüro KBM aus Eigeninitiative entwickelt. Es bestand keine Bedarfsforderung von den Streitkräften Russlands und die Igla-S wurde primär für den Exportmarkt entworfen. Die 9K338 Igla-S ist eine Weiterentwicklung der 9K38 Igla (NATO-Codename „SA-18 Grouse“). Dabei wurde bei diesem Lenkflugkörper die Analogtechnik im Suchkopf und der Lenkeinheit durch Digitaltechnik ersetzt. Der nun freigewordene Platz im Lenkflugkörperrumpf wurde für einen schwereren Gefechtskopf mit Näherungszünder sowie für einen größeren Raketenmotor verwendet. Die Schießversuche mit der Igla-S begannen Ende 2000. Nach den Abnahmetests der Staatsbehörden im Dezember 2001 wurde die Igla-S Anfang 2002 für die Serienproduktion freigegeben. Die Streitkräfte Russlands beschafften die Igla-S nur in kleiner Stückzahl. Basierend auf der Igla-S wurde in den 2010er-Jahren die 9K333 Werba entwickelt.

## Technik

### Starteinheit
Das System 9K338 Igla-S besteht aus dem 9P338-Transport- und Startbehälter aus GFK mit dem 9M342-Lenkflugkörper. An diesen Behälter wird das 9P522-Start- und Visiergerät montiert. Dieses ist abwärtskompatibel und kann auch für die 9K310 Igla-1 und 9K38 Igla verwendet werden. In das Start- und Visiergerät wird der 9P238-Behälter mit der Thermalbatterie und dem Kühlmittel für den Suchkopf eingesetzt.

### Lenkflugkörper
Die 9M432-Lenkflugkörper haben einen schlanken, zylinderförmigen Rumpf und sind in vier Sektionen aufgeteilt: Hinter der transparenten Lenkflugkörperspitze befindet sich der Suchkopf. Auf der abgerundeten Lenkflugkörperspitze ist ein rund 10 cm langer nadelförmiger Stachel (englisch Aerospike) montiert. Dieser reduziert sowohl den Luftwiderstand wie auch die Reibungshitze auf der Lenkflugkörperspitze. Der 9E435-Suchkopf wurde von LOMO MOP in Sankt Petersburg entwickelt. Dieser ist ein passiver Infrarot-Suchkopf und arbeitet auf zwei unterschiedlichen Wellenlängen. Dazu werden Zellen mit Indiumantimonid für Mittleres Infrarot und Blei(II)-sulfid-Halbleiter für Nahes Infrarot verwendet. Vor dem Start werden die Zellen und Halbleiter durch Stickstoff aus dem 9P238-Behälter auf rund −190 °C gekühlt. Der Suchkopf arbeitet nach dem Prinzip der digitalen Signalverarbeitung mit Frequenzmodulation. Hinter dem Suchkopf ist die Lenkeinheit verbaut. Diese besteht aus der Elektronik mit dem Inertialen Navigationssystem sowie der Thermalbatterie. Ebenso sind hier die Aktuatoren sowie die vier ausklappbaren Steuerflächen verbaut. Dahinter folgt der 2,5 kg wiegende Continuous-Rod-Gefechtskopf mit dem Laser-Annäherungszünder. Im darauffolgenden Rumpfabschnitt ist das Feststoffraketentriebwerk untergebracht. Zuhinterst im Heck befinden sich die Brennkammer sowie die Düse. Weiter sind dort vier Faltleitwerke angebracht.

### Zubehör
Auf die 9K338 Igla-S können die Freund-Feind-Erkennung-Systeme (englisch IFF) 1L229D und 1L148 aufgesetzt werden. Ebenso kann an das 9P522-Start- und Visiergerät das 1PN97 Maugli-2-Nachtsichtgerät aufgesetzt werden. Weiter kann die Igla-S auf das 9S520-C2-System aufgesetzt werden. Dieses besteht aus einem Dreibein, einem IFF-System, und einem 1L110-2-Funkgerät, über dies der Schütze Daten der Luftraumüberwachung empfangen kann. Auf einem Anzeigetablett wird dem Schützen die Flugrouten (nur Azimut) von Luftzielen in einem Umkreis von 24 km dargestellt. Daneben existiert auch der Jigit-Starter. Dieser besteht aus einem Dreibein mit Sitzfläche und Wetterschutzdach für den Schützen. Auf beiden Seiten des Schützen können eine oder zwei Igla-S montiert werden. Dem Schützen steht eine einfache Visiereinrichtung zur Verfügung. Weiter kann die Igla-S mit verschiedenen Startanlagen an Fahrzeugen, Schiffen und Hubschraubern gestartet werden.

## Einsatz

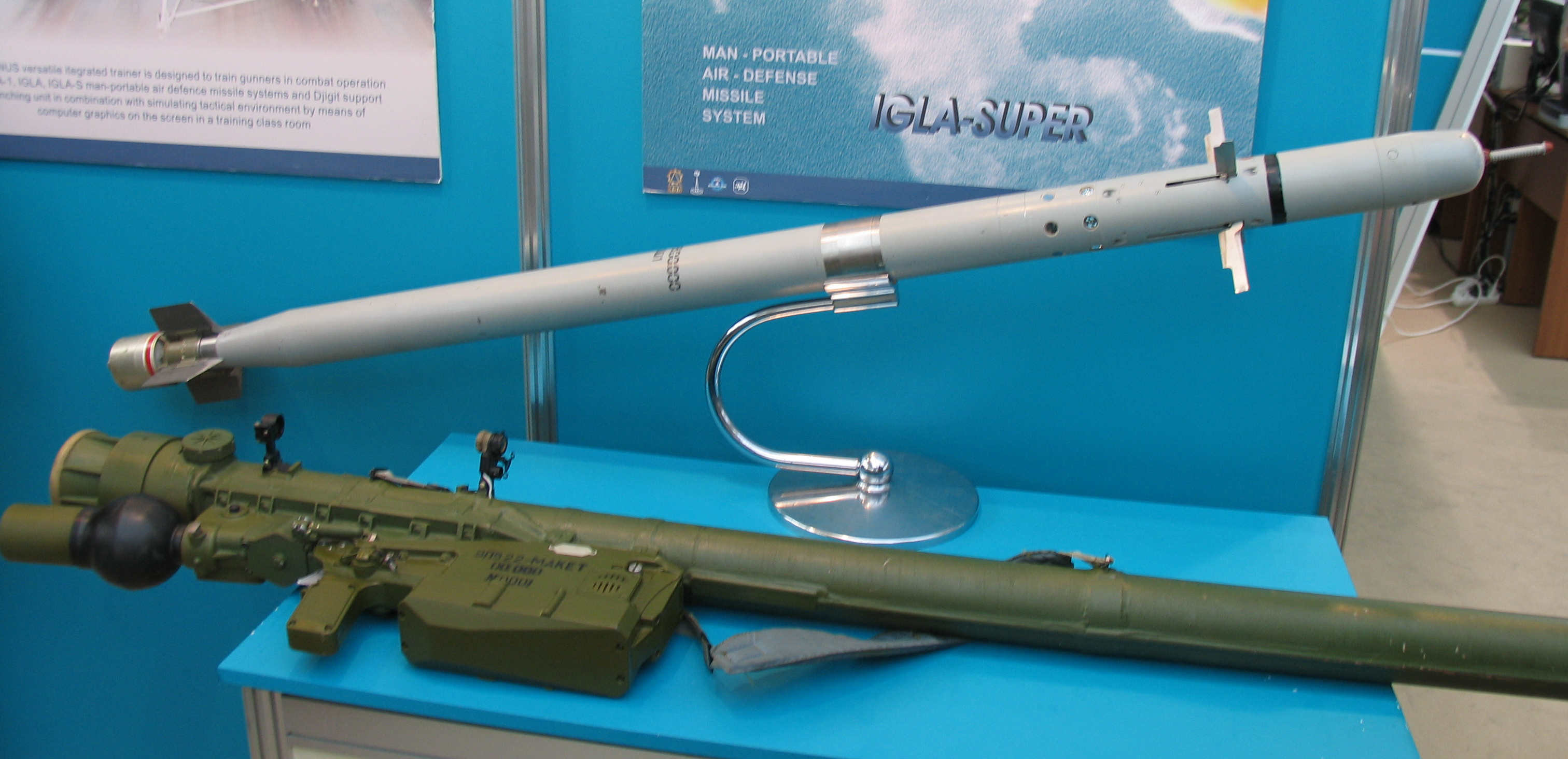
9K338 Igla-S

Die Igla-S funktioniert nach dem Fire-and-Forget-Prinzip, d. h. nach dem Abfeuern verfolgt die Rakete ihr Ziel selbstständig. Mit der Igla-S können Flugzeuge, Hubschrauber und Drohnen bekämpft werden. Der horizontale Einsatzbereich des Lenkflugkörpers liegt bei 0,5 bis 6 km bei einem vertikalen Kampfbereich von 10 bis 3.500 m. Frontal anfliegende Luftziele können bis zu einer Fluggeschwindigkeit von 400 m/s bekämpft werden. Die maximale Fluggeschwindigkeit für die Bekämpfung von vorbei- und wegfliegenden Luftzielen liegt bei 320 m/s.
Die Igla-S ist innerhalb von wenigen Sekunden feuerbereit. Nach dem Einschalten der Stromversorgung verfolgt der Schütze das Ziel mit dem optischen Visier und betätigt den Abzug am Griffstück. Damit wird der Suchkopf aktiviert und dieser versucht auf das Ziel aufzuschalten. Sind die Infrarotemissionen stark genug und die Winkelgeschwindigkeit im zulässigen Bereich, wird dies durch ein Lichtsignal, ein Summton sowie einer Vibration angegeben. Mit einer kurzen Verzögerung wird der Abzug freigegeben und der Lenkflugkörper kann gestartet werden. Eine gescheiterte Aufschaltung wird durch einen anderen Ton angegeben, wonach der Schütze erneut zielen kann. Der Start des Lenkflugkörpers erfolgt nach dem Kaltstart-Prinzip. Eine Ausstoßladung stößt den Lenkflugkörper mit rund 40 m/s aus dem Startbehälter. Dabei werden die Steuerflächen ausgeklappt und die Leitwerke entfaltet. In einer Entfernung von 10 bis 15 m zündet das Feststoffraketentriebwerk und beschleunigt die Rakete auf rund 600 m/s. Dabei erreicht der Lenkflugkörper durch seine Rotation um die Längsachse und die vier Leitwerke eine stabile Flugbahn. Die Zielverfolgung durch die Lenkwaffe erfolgt nach dem Prinzip der Proportionalnavigation, d. h. die Elektronik errechnet die Winkelgeschwindigkeit des Ziels und sendet Steuerbefehle, um die Differenz auf Null zu bringen. Der Lenkflugkörper vollführt am Schluss ein zieladaptives Flugmanöver, um seitlich vor dem Ziel zu zünden bzw. im Ziel einzuschlagen (im optimalen Fall direkt in den Treibstofftank des gegnerischen Flugzeuges). Wird das Flugziel direkt getroffen, wird der Gefechtskopf durch den Aufschlagzünder mit einer kurzen Verzögerung zur Detonation gebracht. Bei einem Vorbeiflug von weniger als 2 m erfolgt die Gefechtskopfzündung durch den Näherungszünder. In beiden Fällen wird zusammen mit der Gefechtskopfzündung ebenso der noch allfällig vorhandene Raketentreibstoff gezündet. Wird das Ziel verfehlt, zerstört sich die Lenkwaffe nach einer bestimmten Flugzeit durch Selbstzerstörung.

## Kriegseinsätze
Die Igla-S kam beim Bürgerkrieg in Libyen, Bürgerkrieg in Syrien, Krieg um Bergkarabach 2020 sowie im Russisch-Ukrainischen Krieg und dem darauffolgenden Russischen Überfall auf die Ukraine zum Einsatz. Weiter wurde die Igla-S bei Konflikten in der Golfregion und auf dem afrikanischen Kontinent eingesetzt.

## Verbreitung
Daten aus
- Aserbaidschan – 1000
- Ägypten – 600
- Bahrain – 264
- Bolivien – unbekannte Anzahl
- Brasilien – 430
- Burkina Faso – 20
- Indien – 5175
- Irak – 500
- Iran – unbekannte Anzahl
- Jordanien – 1800
- Katar – 500
- Libyen – 482
- Russland – unbekannte Anzahl
- Slowenien – 122
- Syrien – 200
- Thailand – 36
- Turkmenistan – 60
- Venezuela – 4000
- Vietnam – 50